# トックク
トックク(Tteokguk)は、ソルラル（朝鮮半島伝統の旧正月）を祝って食べられる朝鮮料理の一つである。棒状の餅（トック）をスライスして、スープ（グク）で煮る料理である。繊切りの卵やマリネした肉、韓国海苔等が飾られる。

## 歴史
旧正月にトッククを食べるようになった起源の詳細は不明である。しかし、19世紀の『東國歳時記』には、牛肉または鴨肉を主食材としてコショウで味付けしたスープとして、トッククが言及される。またこの本には、旧正月の朝に碗に入ったトッククを食べることから、「何杯のトッククを飲んだ？」が相手の年齢を尋ねる文句の定番であることに関しても記されている。
崔南善が1946年に書いたThe Customs of Joseonでは、旧正月にトッククを食す習慣は古代まで遡る可能性があり、純粋さと清潔さを表す白いトックは、良い運勢の正月を始める儀式として食べられると書かれている。
朝鮮では、旧正月の日に祖先にトッククを供える儀式を行う。トッククは伝統的に季節料理であったが、現在では年を通して食べられている。

## 材料

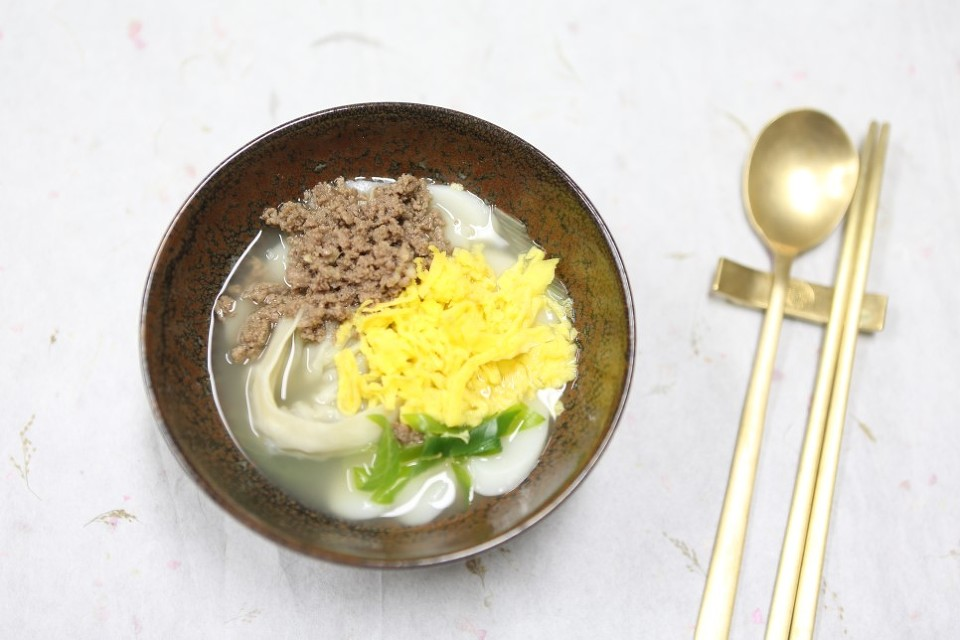
トックマンドゥグク

出汁は、メインの具材（牛肉、鶏肉、豚肉、鴨肉、魚介）を茹でた汁に醤油を足したものを濾して用いる。長いカレトックを薄く切り、澄んだ出汁で茹でる。碗に盛り付け、付け合わせの具を乗せる。付け合わせとしては、繊切りの卵や朝鮮海苔、タマネギ等がある。ごま油を垂らす場合もある。付け合わせの具は地域ごとに異なる。

## バラエティ
忠清道の名物であるsaeng tteokgukまたはnal tteokgukは、うるち米ともち米を混ぜて小さいボール状にするかカレトックのように延ばし、薄く切って出汁で茹でる。開城市のjoraengi tteokgukは、小さな繭の形にトックをねじって使う。済州島のgon tteokgukは、カレトックではなく薄く切ったチョルピョントックを用いる。
トッククにマンドゥを加えたトックマンドゥグクという料理もある。

## 文化
1971年にオム・エンナンとユン・ジョンヒが主演した映画Tteokguk（英語タイトル"New Year's Soup"）が公開された。